# Zamek w Kryłowie
Zamek w Kryłowie – zabytkowy zamek we wsi Kryłów.
Zamek Ostrorogów, „Zamczysko” istniał od początków Kryłowa. Pierwotnie był drewniany, znajdował się prawdopodobnie przy rzece Bug w niedalekiej odległości od wyspy. W 1497 Tęczyńscy rozpoczęli budowę murowanej twierdzy na wzór zamków niemieckich. W XVII w. Jan Ostroróg wystawił obronny murowany zamek, który był rozbudowywany, ale też i kilkakrotnie niszczony przez Szwedów i Kozaków. Popadł w ruinę pod koniec XVIII w. Do dziś zachowały się fragmenty murów, wały obronne i ogromna ceglana basteja o murach grubości dochodzącej do 2-3 metrów. W 2008 ruiny zamku z wyspą w Kryłowie znalazły się wśród „7 atrakcji Zamojszczyzny”.

## Opis zamku
Zamek w Kryłowie został zlokalizowany na wyspie na rzece Bug, na planie trójkąta o wysuniętej fortyfikacji (wieży, bastionu) pomiędzy bastionem południowym a północnym. Posiadał trzy bastiony: największy, dwukondygnacyjny północny o ceglanych murach grubych na kilka metrów, mniejszy południowy oraz murowano-ziemny bastion wschodni, odrestaurowany w 2016.

## Pałac
Parterowy pałac, położony na południe od zamku, o wymiarach około 45 na 40 m wybudowany został w 1820 przez Józefa Benedykta Chrzanowskiego, żonatego z Anielą Rzewuską (1797-1858). Obok założono park z pawilonem ogrodowym. W drugiej połowie XIX w. obiekt rozbudowała Józefa Aniela Gabriela Chrząnowska-Horodyska (1833-1901) herbu Korczak. Jej syn Antoni Julian Horodyski (1858-1902) herbu Korczak ożenił się w 1894 z Taidą Maria hr. Wodzicką (1871-1937) herbu Leliwa. Fundamenty pałacu zniszczonego w czasie ostatniej wojny (ruiny rozebrano około 1950) zostały odkryte dopiero w 2016 podczas badań archeologicznych. Wcześniejsze badania archeologiczne były prowadzone w 1960. Do parku prowadzi neogotycka brama z domkiem odźwiernego. Na bramie znajdują się herby Korczak Horodyskich i Leliwa T. Wodzickiej.

## Galeria

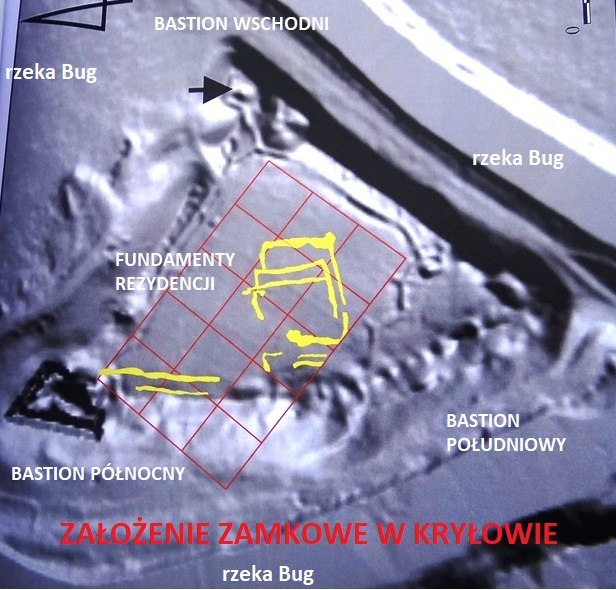
Kryłów plan założenia zamkowego
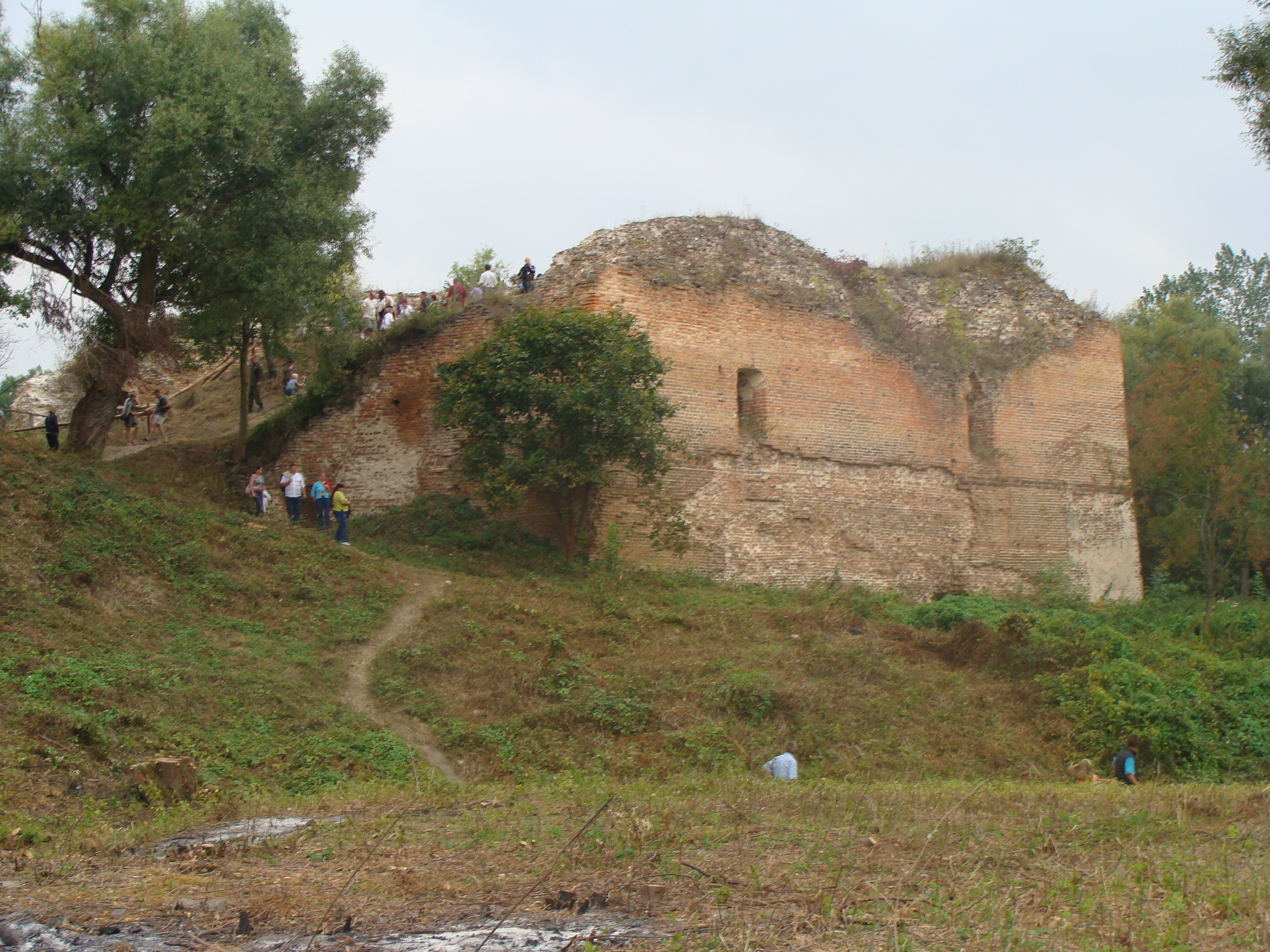
Zamek w Kryłowie
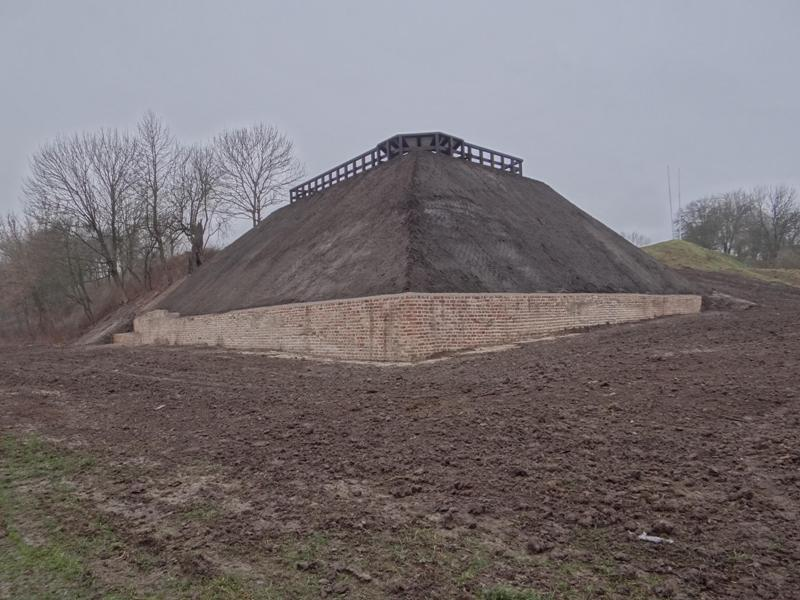
Zamek w Kryłowie
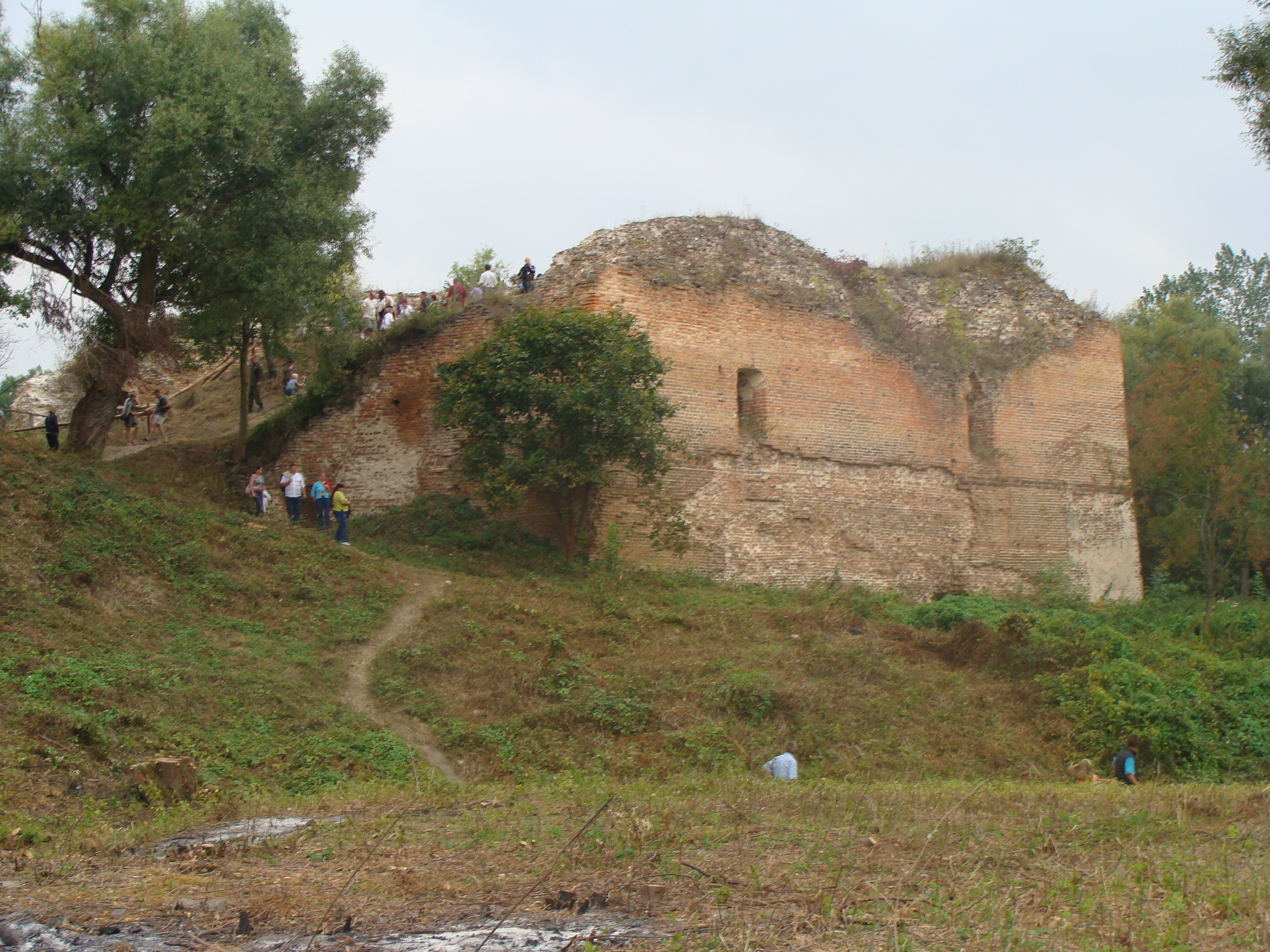
Zamek w Kryłowie
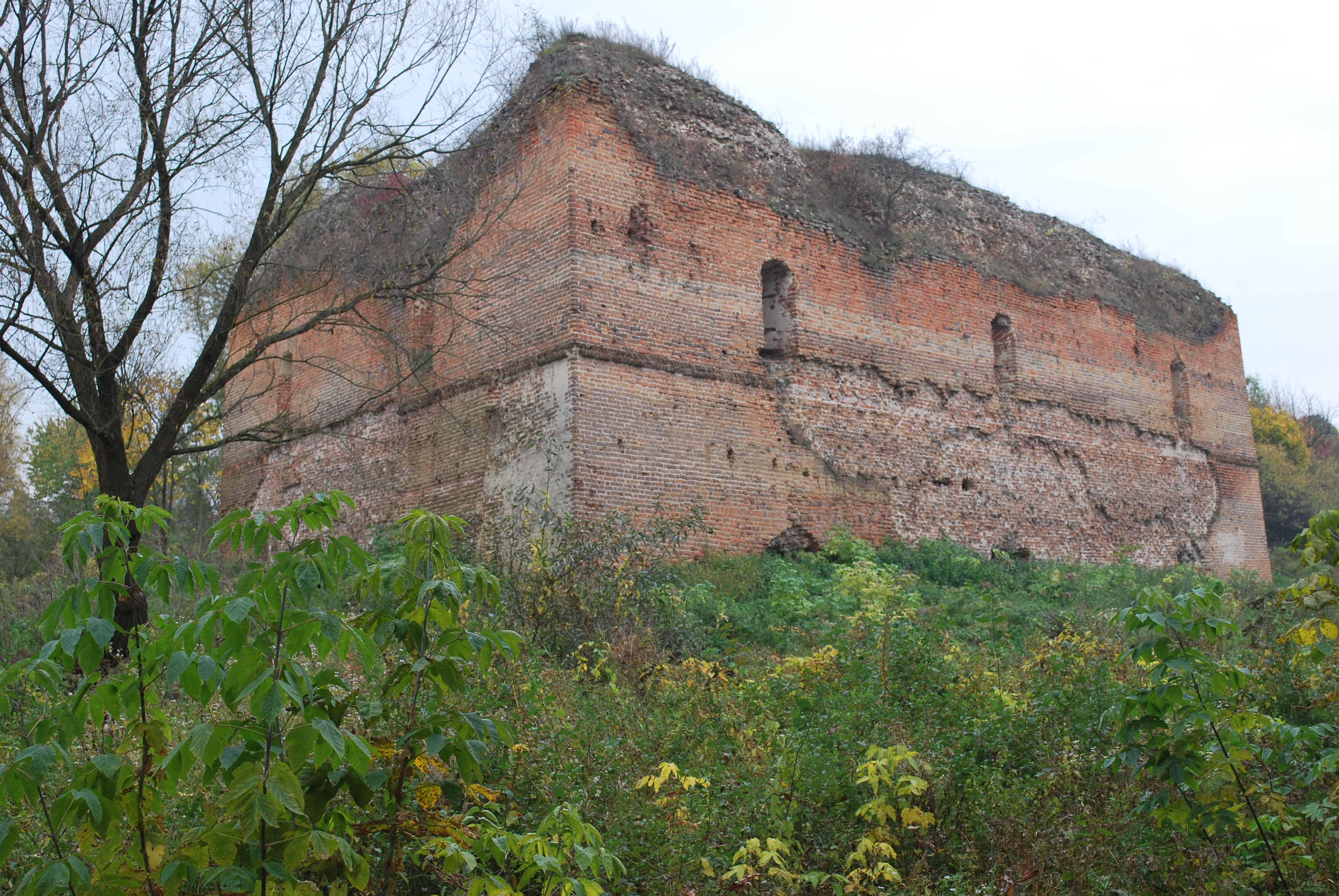
Zamek w Kryłowie
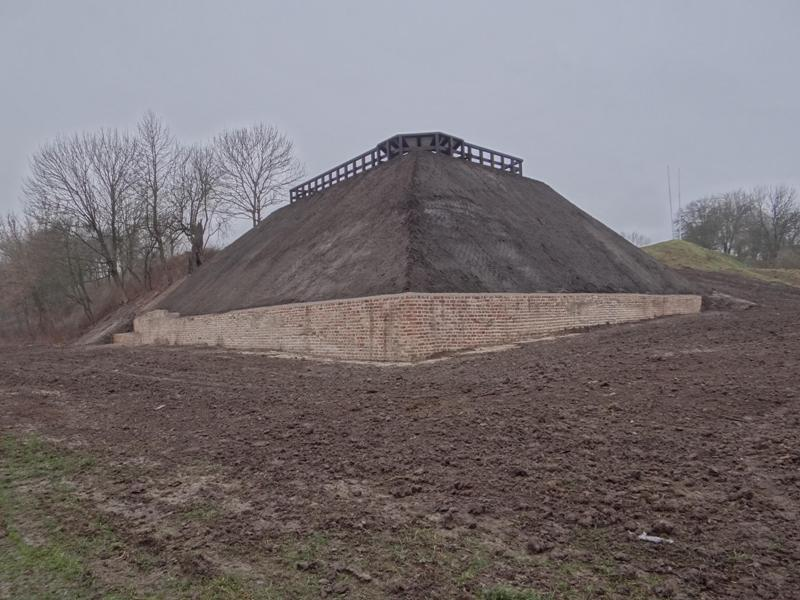
Zamek w Kryłowie
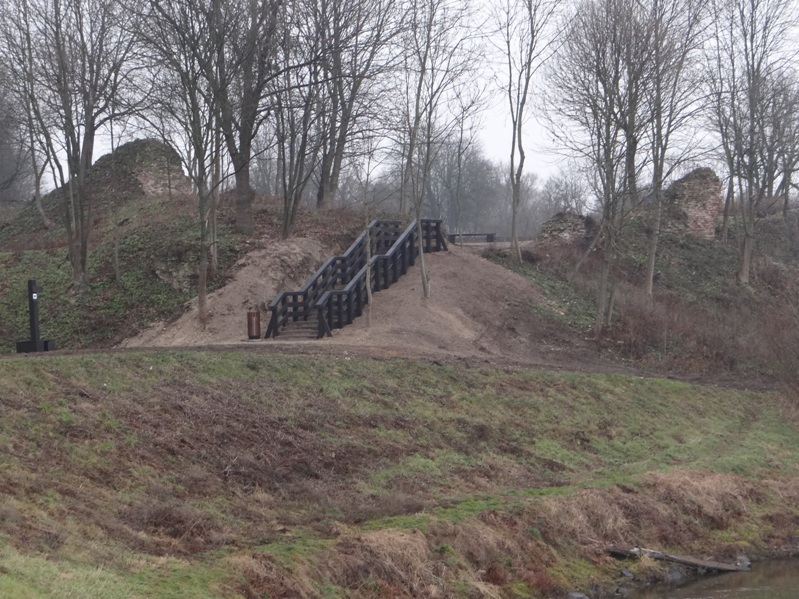
Ruiny bastionu południowego
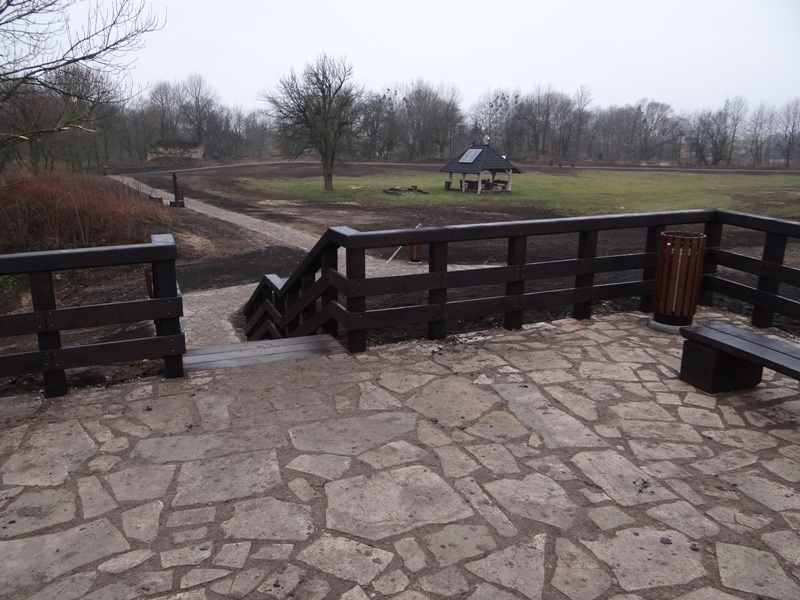
Widok na dziedziniec zamkowy
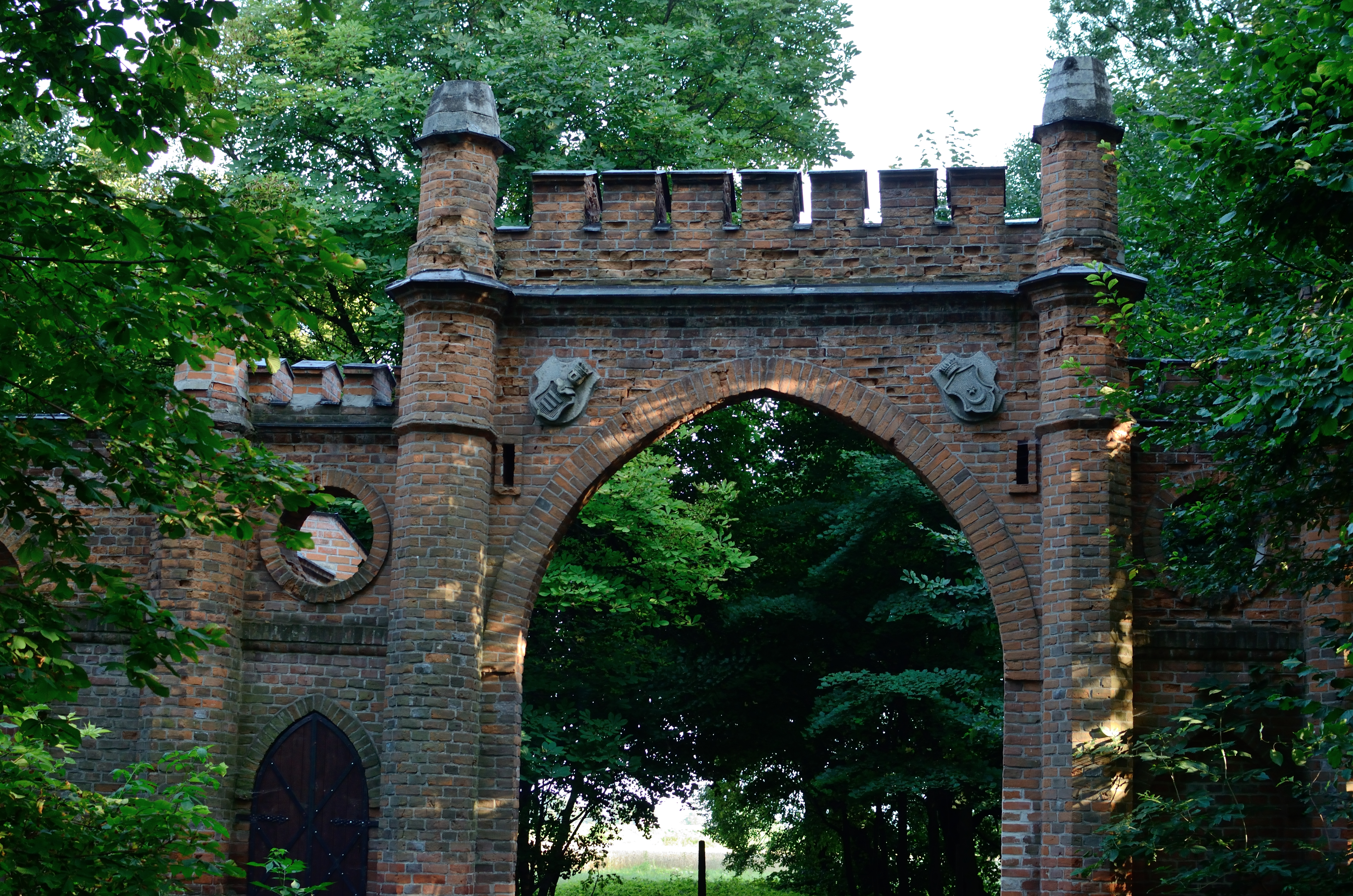
Brama z herbami Korczak i Leliwa
Herb Korczak Chorodyskich[7]
Herb Leliwa T.Wodzickiej